# Constitution tchécoslovaque de 1920
La Constitution tchécoslovaque de 1920 est le texte fondateur de la république démocratique qui s'est constituée après la Première Guerre mondiale. La Constitution a été adoptée par l’Assemblée nationale le 29 février 1920 et a remplacé la Constitution provisoire adoptée le 13 novembre 1918. 
La Constitution, qui s’inspire des constitutions des démocraties établies, a été conçue à la lumière de la contribution de Hans Kelsen au droit constitutionnel. Le système de gouvernement introduit par la constitution a fait de la Tchécoslovaquie la plus occidentalisée de toutes les nations d’Europe centrale et orientale à l'orée de la Seconde Guerre mondiale.
La constitution a créé un parlement bicaméral mais aussi un président et un cabinet partageant les pouvoirs exécutifs. En dessous d’eux se trouvait un système judiciaire qui était avancé avec de nombreux niveaux de tribunaux délégués pour divers types d’affaires.

### Source
- (en) Cet article est partiellement ou en totalité issu de l’article de Wikipédia en anglais intitulé « Czechoslovak Constitution of 1920 » (voir la liste des auteurs).